# Michael Wilson (futebolista)
Michael David Wilson (25 de novembro de 1980) é um ex-futebolista neozelandês que atuava como meia.